# Borås Basket
O Borås Basket é um clube profissional de basquetebol sediado na cidade de Boras, Gotalândia Ocidental, Suécia que atualmente disputa a Liga Sueca. Foi fundado em 1952 e manda seus jogos na Boråshallen com capacidade de 3.000 espectadores.

## Temporada por Temporada
| Temporada | Competições Domésticas | Competições Domésticas | Competições Domésticas | Competições Domésticas | Competições Europeias | Competições Europeias | Competições Europeias |
| Temporada | Nível                  | Liga                   | Pos.                   | Pós Temporada          | Nível                 | Liga                  | Resultado             |
| --------- | ---------------------- | ---------------------- | ---------------------- | ---------------------- | --------------------- | --------------------- | --------------------- |
| 2010–11   | 1                      | Basketligan            | 7                      | Quartas de Final       | —                     | —                     | —                     |
| 2011–12   | 1                      | Basketligan            | 4                      | Semifinalista          | —                     | —                     | —                     |
| 2012–13   | 1                      | Basketligan            | 5                      | Quartas de Final       | —                     | —                     | —                     |
| 2013–14   | 1                      | Basketligan            | 2                      | Semifinalista          | —                     | —                     | —                     |
| 2014–15   | 1                      | Basketligan            | 2                      | Semifinalista          | 3                     | EuroChallenge         | TR                    |
| 2015-16   | 1                      | Basketligan            | 4º                     | Semifinalista          | 3                     | Copa Europeia         | TR                    |
| 2016-17   | 1                      | Basketligan            | 5º                     | Quartas de Final       | -                     | -                     | -                     |
| 2017-18   | 1                      | Basketligan            | 6º                     | Semifinalista          | 4                     | Copa Europeia         | FC                    |
| 2018-19   | 1                      | Basketligan            | 2º                     | Finalista              | -                     | -                     | -                     |
| 2019-20   | 1                      | Basketligan            | 1º                     | Campeão                | -                     | -                     | -                     |
| 2020-21   | 1                      | Basketligan            | 3º                     | Quartas de finais      | -                     | -                     | -                     |
| 2021-22   | 1                      | Basketligan            | 5º                     | Quartas de finais      | -                     | -                     | -                     |
| 2022-23   | 1                      | Basketligan            | 1º                     | Finalista              | -                     | -                     | -                     |
| 2023-24   | 1                      | Basketligan            | 3º                     | Finalista              | -                     | -                     | -                     |
| 2024-25   | 1                      | Basketligan            | 2º                     | Finalista              | -                     | -                     | -                     |

## Títulos
Liga Sueca
- Campeão(1): 2019-20[2]